# Bimssteinfloß

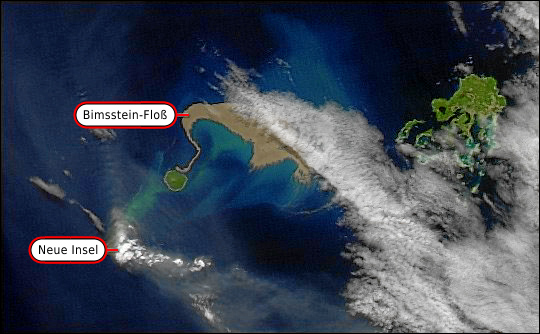
Bimssteinfloß zwischen den Tongainseln Late und Vavaʻu, aufgenommen mit dem Moderate-resolution Imaging Spectroradiometer der NASA.

Bimssteinflöße sind Ansammlungen aus Bimssteinen, die aufgrund ihrer Dichte auf dem Meer treiben. Sie entstehen bei Unterwasserausbrüchen von Vulkanen knapp unter der Wasseroberfläche sowie bei explosiven Ausbrüchen von Vulkanen auf Inseln oder in Küstennähe.

## Entstehung
Bims entsteht bei explosiven Vulkanausbrüchen, bei denen zähflüssige Lava durch Wasserdampf und vulkanische Gase aufgeschäumt wird und als Pyroklastika zur Erdoberfläche fällt. Sobald diese schaumige Masse aus dem Vulkanschlot entweicht, kühlt sie rasch ab, was eine Kristallbildung stark vermindert, und es entsteht der poröse Bims als vulkanisches Glasgestein. Der entstandene Bims hat unterschiedlich große Öffnungen, deren Weite von Millimeter-Bruchteilen bis wenige Zentimeter reicht.
Besitzt er überwiegend nur winzige Poren, werden sie vom Wasser benetzt und das Wasser bildet aufgrund seiner Oberflächenspannung darüber einen „Film“, der das in den oberflächennahen Poren enthaltene Gas nicht entweichen lässt und damit deren Vollsaugen verhindert. Dem steht allerdings ein wesentlich länger anhaltender Vorgang gegenüber: Das Gas diffundiert allmählich durch die Wasseroberfläche und entweicht, was die Dichte des Gesteins je nach der Ausbildung des Porensystems steigern kann und es somit sinken lässt. Diese Diffusion kann aber Jahre dauern, was wiederum die Langlebigkeit der im Meer treibenden Bimssteinteppiche erklärt.

## Gefahren
Bimssteinflöße sind vor allem eine Gefahr für die Schifffahrt, da sie Schiffe beschädigen können oder auch Häfen vom Rest des Meeres abschneiden können. So war Indonesien nach dem Ausbruch des Krakataus 1883 vom Welthandel abgeschnitten, weil Bimssteinflöße die Sunda- und Javasee verstopften. Seit 2014 gibt es einen ersten Ansatz, um Bimssteinflöße mittels Simulationen zu beschreiben und so möglicherweise ihre Verbreitung vorherzusagen.

## Entstehung von Leben
Bimssteinflöße sind ein mögliches Puzzlestück bei der Entstehung des Lebens. Bims hat eine große Oberfläche und kann viel Kohlenwasserstoff und andere Substanzen aufnehmen. Zusätzlich kann in Bimssteinflößen ein Konzentrationsgefälle entstehen, weil der Bims von oben salzarmes Regenwasser und gleichzeitig von unten salzhaltiges Meerwasser erhält. Ein Bimssteinfloß erfährt so Energiezufuhr von Blitzen und Sonneneinstrahlung.